# Federico II del Palatinato
Federico II di Wittelsbach (Neustadt an der Weinstraße, 9 dicembre 1482 – Alzey, 26 febbraio 1556) fu un membro della dinastia dei Wittelsbach e principe elettore del Palatinato dal 1544 al 1556.

## Biografia
Federico era il quarto figlio di Filippo del Palatinato e di Margherita di Baviera-Landshut.
Divenne il custode dei duchi del Palatinato-Neuburg Ottone Enrico e Filippo e quindi servì l'Austria come generale di Ferdinando I d'Asburgo. Nel marzo 1544 succedette al proprio fratello Ludovico V come principe elettore del Palatinato. Introdusse la riforma protestante e quindi venne dichiarato fuorilegge dall'imperatore Carlo V finché non si sottomise.

## Matrimonio ed eredi
Sposò nel 1535 Dorotea di Danimarca, figlia di Cristiano II di Danimarca, ma rimase senza figli. Gli successe il parente più prossimo, suo nipote Ottone Enrico.

## Ascendenza
|                                    |                                    |                                  | Genitori                           |  |  | Nonni |  |  | Bisnonni                       |  |  | Trisnonni                  |  |
|                                    |                                    |                                  |                                    |  |  |       |  |  | 8. Ludovico III del Palatinato |  |  | 16. Roberto del Palatinato |  |
|                                    |                                    |                                  |                                    |  |  |       |  |  | 8. Ludovico III del Palatinato |  |  | 16. Roberto del Palatinato |  |
|                                    |                                    | 17. Elisabetta di Norimberga     |                                    |  |  |       |  |  | 8. Ludovico III del Palatinato |  |  |                            |  |
| 4. Ludovico IV del Palatinato      |                                    |                                  |                                    |  |  |       |  |  | 8. Ludovico III del Palatinato |  |  |                            |  |
|                                    |                                    | 9. Matilde di Savoia             | 18. Amedeo di Savoia-Acaia         |  |  |       |  |  |                                |  |  |                            |  |
|                                    |                                    | 9. Matilde di Savoia             | 18. Amedeo di Savoia-Acaia         |  |  |       |  |  |                                |  |  |                            |  |
|                                    |                                    | 9. Matilde di Savoia             | 19. Caterina di Ginevra            |  |  |       |  |  |                                |  |  |                            |  |
| 2. Filippo del Palatinato          |                                    | 9. Matilde di Savoia             |                                    |  |  |       |  |  |                                |  |  |                            |  |
|                                    |                                    | 10. Amedeo VIII di Savoia        | 20. Amedeo VII di Savoia           |  |  |       |  |  |                                |  |  |                            |  |
|                                    |                                    | 10. Amedeo VIII di Savoia        | 20. Amedeo VII di Savoia           |  |  |       |  |  |                                |  |  |                            |  |
|                                    |                                    | 10. Amedeo VIII di Savoia        | 21. Bona di Berry                  |  |  |       |  |  |                                |  |  |                            |  |
| 5. Margherita di Savoia            |                                    | 10. Amedeo VIII di Savoia        |                                    |  |  |       |  |  |                                |  |  |                            |  |
|                                    |                                    | 11. Maria di Borgogna            | 22. Filippo II di Borgogna         |  |  |       |  |  |                                |  |  |                            |  |
|                                    |                                    | 11. Maria di Borgogna            | 22. Filippo II di Borgogna         |  |  |       |  |  |                                |  |  |                            |  |
|                                    |                                    | 11. Maria di Borgogna            | 23. Margherita III di Fiandra      |  |  |       |  |  |                                |  |  |                            |  |
| 1. Federico II del Palatinato      |                                    | 11. Maria di Borgogna            |                                    |  |  |       |  |  |                                |  |  |                            |  |
|                                    | 12. Enrico XVI di Baviera-Landshut | 24. Federico di Baviera-Landshut |                                    |  |  |       |  |  |                                |  |  |                            |  |
|                                    | 12. Enrico XVI di Baviera-Landshut | 24. Federico di Baviera-Landshut |                                    |  |  |       |  |  |                                |  |  |                            |  |
|                                    | 12. Enrico XVI di Baviera-Landshut | 25. Maddalena Visconti           |                                    |  |  |       |  |  |                                |  |  |                            |  |
| 6. Ludovico IX di Baviera-Landshut | 12. Enrico XVI di Baviera-Landshut |                                  |                                    |  |  |       |  |  |                                |  |  |                            |  |
|                                    |                                    | 13. Margherita d'Asburgo         | 26. Alberto IV d'Asburgo           |  |  |       |  |  |                                |  |  |                            |  |
|                                    |                                    | 13. Margherita d'Asburgo         | 26. Alberto IV d'Asburgo           |  |  |       |  |  |                                |  |  |                            |  |
|                                    |                                    | 13. Margherita d'Asburgo         | 27. Giovanna di Baviera-Straubing  |  |  |       |  |  |                                |  |  |                            |  |
| 3. Margherita di Baviera-Landshut  |                                    | 13. Margherita d'Asburgo         |                                    |  |  |       |  |  |                                |  |  |                            |  |
|                                    |                                    | 14. Federico II di Sassonia      | 28. Federico I di Sassonia         |  |  |       |  |  |                                |  |  |                            |  |
|                                    |                                    | 14. Federico II di Sassonia      | 28. Federico I di Sassonia         |  |  |       |  |  |                                |  |  |                            |  |
|                                    |                                    | 14. Federico II di Sassonia      | 29. Caterina di Brunswick-Lüneburg |  |  |       |  |  |                                |  |  |                            |  |
| 7. Amalia di Sassonia              |                                    | 14. Federico II di Sassonia      |                                    |  |  |       |  |  |                                |  |  |                            |  |
|                                    |                                    | 15. Margherita d'Austria         | 30. Ernesto I d'Asburgo            |  |  |       |  |  |                                |  |  |                            |  |
|                                    |                                    | 15. Margherita d'Austria         | 30. Ernesto I d'Asburgo            |  |  |       |  |  |                                |  |  |                            |  |
|                                    |                                    | 15. Margherita d'Austria         | 31. Cimburga di Masovia            |  |  |       |  |  |                                |  |  |                            |  |
|                                    |                                    | 15. Margherita d'Austria         |                                    |  |  |       |  |  |                                |  |  |                            |  |